# Arie Bijvoet
Andries Rudolf Cornelis Bijvoet (Leeuwarden, 27 augustus 1891 - 12 november 1976) was een Nederlands voetballer die als middenvelder speelde.

## Interlandcarrière

### Nederland
Op 20 april 1913 debuteerde Bijvoet voor Nederland in een vriendschappelijke wedstrijd tegen België (2-4 verlies).
| Interlands van Arie Bijvoet | Interlands van Arie Bijvoet | Interlands van Arie Bijvoet | Interlands van Arie Bijvoet | Interlands van Arie Bijvoet | Interlands van Arie Bijvoet |
| №                           | Datum                       | Wedstrijd                   | Uitslag                     | Soort Wedstrijd             | Doelpunten                  |
| Als speler bij D.F.C.       | Als speler bij D.F.C.       | Als speler bij D.F.C.       | Als speler bij D.F.C.       | Als speler bij D.F.C.       | Als speler bij D.F.C.       |
| --------------------------- | --------------------------- | --------------------------- | --------------------------- | --------------------------- | --------------------------- |
| 1.                          | 20 april 1913               | Nederland - België          | 2 - 4                       | Vriendschappelijk           | 0                           |